# Crataegus cuneata
Crataegus cuneata es una especie de arbusto perteneciente a la familia de las rosáceas. Es nativa de  China, y ampliamente cultivada en Japón. Es utilizada como bonsái. El fruto puede ser rojo o amarillo.

## Descripción
Es un arbusto de hoja caduca, que alcanza un tamaño de 15 m de altura, por lo general con espinas delgadas de 5-8 mm. Ramitas marrón violáceo cuando son jóvenes, de color marrón grisáceo cuando son viejas, cilíndricas, pubescentes principio, glabras en la vejez; brotes púrpura marrón, de forma triangular-ovoide. Estípulas falcadas, grandes, de 5-8 mm, herbáceas. Las hojas con limbo ampliamente obovadas a obovado-oblongas o elíptico-obovadas, 2-6 × 1-4.5 cm, con venas visibles, adaxial glabra, base cuneada o atenuada, margen irregularmente aserrados o doblemente aserrados, 3-lobulados, rara vez con 5 lóbulos. Las inflorescencia es corimbos de 2-2.5 cm de diámetro, con 5-7-flores, pedúnculo pubescente; brácteas caducas. Flores de 1 cm de diámetro. Hipanto campanulado, envés pubescente. Sépalos triangular-ovadas, ca. 4 mm, ambas superficies vellosas. Pétalos blancos. Fl. mayo-junio, fr. septiembre-noviembre.

## Distribución y hábitat
Se encuentra en los valles, matorrales, a una altitud de 200 - 2000 metros en Anhui, Fujian, Guangdong, Guangxi, Guizhou, Henan, Hubei, Hunan, Jiangsu, Jiangxi, Shaanxi, Yunnan, Zhejiang en China y Japón.

## Taxonomía
Crataegus cuneata fue descrita por Philipp Franz von Siebold & Joseph Gerhard Zuccarini y publicado en Abhandlungen der Mathematisch-Physikalischen Classe der Königlich Bayerischen Akademie der Wissenschaften 4(2): 130. 1843. 
Citología
El número de cromosomas es de:  2n = 34 
Sinonimia
- Crataegus kulingensis Sarg.